# Fantasy dans l'art
 (avril 2016).
Si vous disposez d'ouvrages ou d'articles de référence ou si vous connaissez des sites web de qualité traitant du thème abordé ici, merci de compléter l'article en donnant les références utiles à sa vérifiabilité et en les liant à la section « Notes et références ».
Le fantasy art est un genre artistique qui dépeint des thèmes, des idées, des créatures, ou des scènes magiques ou surnaturelles.

## Généralités

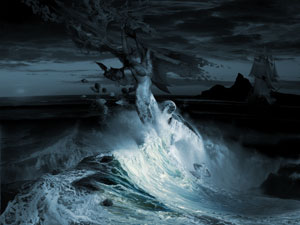
Une sirène jaillissant hors de l'océan dessinée par George Grie

Bien qu'en concurrence avec la science fiction, l'horreur et d'autres genres futuristes, le fantasy art possède un élément qui l'en différencie : la représentation d'anciens mythes et légendes. Ainsi, autant les composants d'un monde moderne auxquels se mêlent des interventions divines et des forces magiques ou surnaturelles sont courants et permettent la distinction entre le fantasy art et les autres genres; autant dragons, sorciers, fées et autres créatures fantastiques ou mythiques y sont des caractéristiques habituelles. Les œuvres d'art fantasy cherchent souvent à représenter un personnage ou une scène issue de l'univers fantasy. Ces œuvres créés par des amateurs peuvent être appelés Fan art. La sous-culture tournant autour des créations amateur est très étendue.Le fantasy art ne doit pas être confondu avec l'art fantastique qui contient des éléments qui ne sont pas toujours considérés comme appartenant au fantasy,.

## Fantasy art et art noble
Le fantasy art n'est pas considéré comme faisant partie des arts nobles dans le sens qu'il n'est pas exposé dans les galeries, subventionné par les gouvernements, ou étudié en cours d'Art. Des artistes modernes de fantasy s'inspirent de l'Art nouveau et d'autres mouvements artistiques étudiés. Ainsi, l'artiste fantasy Finucane définit son style comme "Néo-médiéval", préférant ce terme précis plutôt que l'expression moins parlante qu'est "fantasy Art" pour définir son travail.